# Tomáš Machala
Tomáš Machala (* 3. listopadu 1967) je bývalý český fotbalista, obránce.

## Fotbalová kariéra
V české lize hrál za SK Sigma MŽ Olomouc a FC Vítkovice. V nejvyšší fotbalové soutěži nastoupil v 31 utkáních a dal 2 góly. Dále hrál za MFK Frýdek-Místek.

## Ligová bilance
| Ročník                          | Zápasy | Góly | Klub                |
| ------------------------------- | ------ | ---- | ------------------- |
| 1. česká fotbalová liga 1992/93 | 8      | 1    | SK Sigma MŽ Olomouc |
| 1. česká fotbalová liga 1993/94 | 23     | 1    | FC Vítkovice        |
| CELKEM                          | 31     | 2    |                     |